# Callochiton bouveti
Callochiton bouveti is een keverslakkensoort uit de familie van de Callochitonidae. De wetenschappelijke naam van de soort is voor het eerst geldig gepubliceerd in 1906 door Thiele.